# Zipangia hammondi
Zipangia hammondi es una especie de insecto coleóptero de la familia Chrysomelidae.
Fue descrita científicamente en 1981 por Gruev.